# Branchinella denticulata
Branchinella denticulata är en kräftdjursart som beskrevs av Linder 1941. Branchinella denticulata ingår i släktet Branchinella och familjen Thamnocephalidae. IUCN kategoriserar arten globalt som sårbar. Inga underarter finns listade.